# Mutinerie des soldats russes à La Courtine
 (juin 2020).
Si vous disposez d'ouvrages ou d'articles de référence ou si vous connaissez des sites web de qualité traitant du thème abordé ici, merci de compléter l'article en donnant les références utiles à sa vérifiabilité et en les liant à la section « Notes et références ».
Guerre civile russe
La mutinerie des soldats russes à La Courtine a eu lieu à l'été 1917, pendant la Première Guerre mondiale au camp militaire de la Courtine, dans le département de la Creuse au sein du corps expéditionnaire russe en France. C'est une manifestation du refus croissant de la guerre et de la perte d'autorité du gouvernement provisoire russe d'Alexandre Kerenski, fidèle à l'alliance franco-russe, quelques mois avant la révolution d'Octobre.
À la suite de la révolution de Février et face à la faible considération qu'ont les Français pour leur rôle dans la guerre, environ 9 000 soldats russes refusent le combat et installent dans le camp un embryon de « république soviétique »[réf. nécessaire] tout en réclamant leur retour en Russie.
Les armées régulières française et russe reprennent le camp ; les combats feront 12 morts selon les rapports militaires de 1917, dont neuf du côté des mutins. Le chiffre d'une centaine de morts est actuellement préféré par des historiens tels que Rémi Adam, cette révolte ayant longtemps été cachée et minimisée en France.

## Contexte

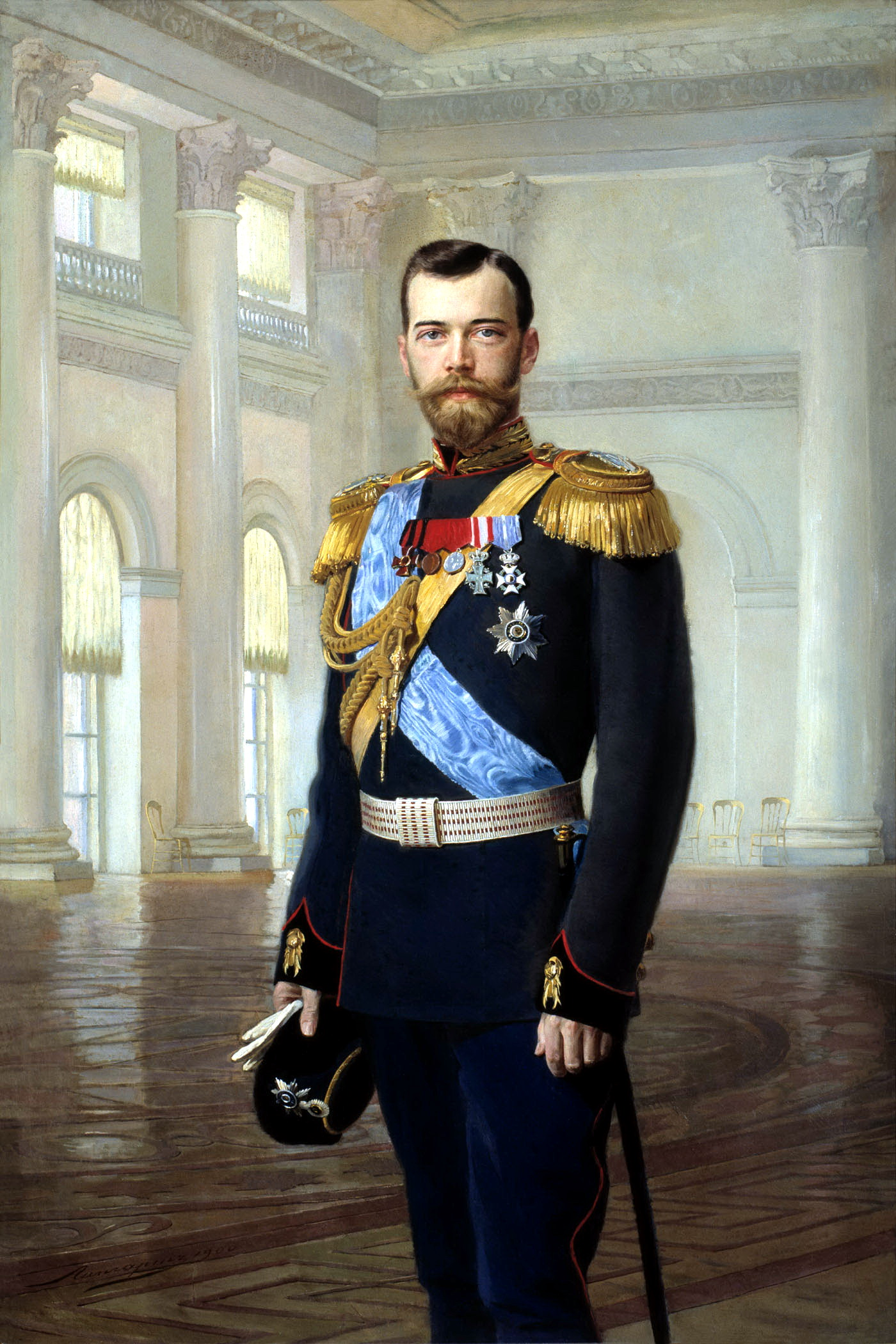
L'empereur Nicolas II de Russie.

La Courtine est une commune française située dans le sud du département de la Creuse, limitrophe de celui de la Corrèze (actuelle région Nouvelle-Aquitaine). En 1901, un camp militaire y a été créé. Pendant la Première Guerre mondiale, il sert de base arrière aux armées comme centre d'instruction et de préparation au front.
Les premiers mois de la guerre ont décimé les armées françaises qui connaissent une pénurie d’hommes. Dès 1915, il est envisagé d'envoyer au front la classe 1916. À la demande de Joffre, le sénateur Paul Doumer (futur président de la République) se rend en Russie en décembre 1915 pour demander à Nicolas II l'envoi d'un corps expéditionnaire afin de renforcer les armées françaises en difficulté. Faute de moyens matériels, la Russie ne peut pas utiliser tous les hommes en âge de se battre. La France demande 40 000 hommes par mois ; en parallèle, la délégation parlementaire française confirme la livraison à la Russie d'armes dont 450 000 fusils. Finalement, la France obtient seulement 45 000 hommes, dont 750 officiers, qui sont armés et équipés par elle.
Deux brigades d'infanterie (les première et troisième) sont envoyées en France et deux autres (les deuxième et quatrième) dans les Balkans, à Salonique pour l'armée française d'Orient. La première brigade est constituée de deux régiments, le 1er constitué d'ouvriers moscovites et le 2e de paysans de la région de Samara. Sous les ordres du général Lokhvitski, elle rejoint la France par mer, de Vladivostok à Marseille en passant par le canal de Suez où elle arrive le 20 avril. La troisième brigade, commandée par le général Marouchevski, part d'Arkhangelsk et arrive à Brest fin août 1916. Elles débarquent en France le 20 avril 1916. Les soldats russes sont reçus comme des sauveurs par la population française : leur participation au défilé du 14 juillet 1916 est ovationnée par les Parisiens. Dès leur arrivée, ils sont envoyés au Camp de Mailly. Là, ils sont armés et s'entraînent à la guerre de tranchées, se familiarisent avec leur nouvel armement et avec la protection contre les gaz.

## Les soldats russes sur le front
Au cours de l'été 1916, la 1re brigade est envoyée en première ligne sur le front de Champagne et engagée dans le secteur de Suippes, Mourmelon, Aubérive et fort de la Pompelle, où elle est relevée par la troisième brigade en octobre 1916. Les pertes de la première brigade s'élèvent déjà à 500 morts et blessés.
En décembre 1916, le général Nivelle est nommé généralissime des armées françaises à la suite de Joffre et lance au début de l'année 1917 de grandes offensives. Les pertes sont importantes dans les deux camps. Les deux brigades russes sont réunies au sein de la Ve armée et participent à ces attaques en première ligne, la plus touchée en pertes humaines. Ils interviennent à l'est du Chemin des Dames, entre Craonne et Reims. Les ordres sont de prendre les positions allemandes « d'un seul élan ».
Avant l'offensive, ayant appris avec plusieurs mois de retard que la révolution avait éclaté en février dans leur pays, provoquant l'abdication de l'empereur (15 mars) et la formation d'un gouvernement provisoire, ils décident de se constituer en comités de soldats, comme le prévoyait le prikaz (ordonnance) no 1 du soviet de Pétrograd. Ainsi, dans chaque compagnie, ils décident de voter de participer ou non à l'offensive. Mais ne pouvant communiquer avec tous leurs camarades pour connaître le résultat du vote, ils se résignent à partir au combat, qui, pour eux, serait le dernier sur le sol français. Sous les ordres des généraux Lokhvitsky et Marouchevski, les deux brigades russes sont réunies en une division affectée au 7e corps d'armée du général Georges de Bazelaire qui se prépare pour intervenir dans le secteur de la Neuvillette aux cavaliers de Courcy dans le secteur de Reims. Le 16 avril, les soldats russes partent à l'assaut en même temps que les 850 000 hommes. L'échec est sanglant et pratiquement sans gains. Pour leur part, les deux brigades russes obtiennent quelques succès en particulier les cavaliers de Courcy, mais en payant un lourd tribut : la 1re brigade compte près de 3 000 hommes hors de combat dont 700 tués et la 3e brigade 1 862 dont 238 tués. En trois jours, 4 472 soldats et 70 officiers sur environ 19 000 hommes sont tués ou blessés. À l'issue des combats, les récompenses abondent : croix de Saint-Georges russes, croix de guerre françaises et citations. Les prises d'armes qui accompagnent ses remises de décorations se passent dans le calme et la discipline, mais le feu couve. La propagande révolutionnaire s'intensifie et les brochures et tracts sont distribués, employant le terme de « chair à canon », affirmant que « les soldats russes ont été vendus contre des fournitures de munitions », etc.[réf. nécessaire]
[réf. nécessaire]
Pour éviter une mutinerie, les Russes sont envoyés au camp de Neufchâteau dans les Vosges et à Baye dans la Marne, où ils défilent le 1er mai en chantant La Marseillaise et en ayant inscrit sur les drapeaux « SOCIALISME, LIBERTÉ, ÉGALITÉ », sans aucun appel à la poursuite de la guerre. L'ordre et la tenue demeurent corrects, des officiers sont même présents. Le général Palytzine, attaché militaire en France, dont dépend le corps expéditionnaire, apparaît monté sur un cheval blanc et entreprend de haranguer les hommes, faisant appel à leur sens du devoir. Mais interrompu, conspué, il doit se retirer précipitamment. En fin de journée, les désordres sont minimes et le général Édouard de Castelnau, dont dépend la division russe (1re Armée) reçoit l'assurance que les choses vont rentrer dans l'ordre. Cependant, les soldats sont divisés entre loyalistes au gouvernement Kerensky, et communistes.
Devant la dégradation de la situation, le commandement militaire français s’inquiète de la possible contagion des idées révolutionnaires sur les soldats des armées françaises, dont bon nombre sont en rébellion larvée. Il décide de les isoler : les 16 000 soldats, 300 officiers et leurs 1 700 chevaux sont alors déplacés loin du front au camp de La Courtine dans la Creuse, en juillet 1917. L'état-major leur laisse leurs armements et munitions, y compris les mitrailleuses.[réf. nécessaire]
Pour Léon Trotski, qui cite cet épisode dans son Histoire de la révolution russe, c'est aussi une tentative du gouvernement Kérensky, alors allié au général Kornilov et au Grand QG de l’armée russe, juste avant la tentative de soulèvement de Kornilov en août 1917 d’expérimenter de nouvelles méthodes pour remettre au pas les soldats russes échappant à son contrôle sur tous les fronts.
« Pendant ce temps, bien au-delà des frontières du pays, sur le territoire français, on procéda à l’échelle d’un laboratoire à une tentative de « résurrection » des troupes russes, en dehors de la portée des bolchéviques (…). »

## La mutinerie
La 1re brigade, composée majoritairement de soldats communistes, arrive le 26 juin à La Courtine, suivie de la troisième, plutôt loyaliste envers le gouvernement révolutionnaire. Au total, il y a près de 16 000 hommes et 290 officiers. Rapidement, le refus d'obéir aux officiers est définitif, ceux-ci n'ont plus de contact avec leurs hommes et logent en dehors du camp. Les officiers français attachés à la division russe sont également repoussés.[réf. nécessaire]
Dès leur arrivée, les soldats russes de la première brigade s'organisent pour rallier les loyalistes et déclarent : « Dès notre arrivée en France, on a considéré le soldat russe non comme un homme, mais comme un objet utile et n’ayant pour seule valeur que sa capacité au combat. Mais au premier combat, une partie d’entre nous perd cette valeur et suit le sort déplorable d’un fardeau inutile jeté dans les hôpitaux. Pour éviter cela, il faut s’unifier et catégoriquement refuser d’aller au front. […] Nous exigeons qu’on nous renvoie en Russie, d’où nous avons été chassés par la volonté de Nicolas le sanglant. Là-bas nous serons du côté de la liberté, du côté du peuple laborieux et orphelin ». Des rumeurs parcourent le camp selon lesquelles les soldats russes auraient été achetés par l'armée française avec la fourniture de fusils aux armées de Nicolas II.[réf. nécessaire]
Les soldats de la 3e brigade, dont la grande majorité est d'origine paysanne, se méfient des ouvriers moscovites de la 1re brigade. Des heurts éclatent entre soldats des deux brigades et 6 000 hommes de la 3e brigade et 400 de la 1re quittent le camp en compagnie d'officiers. Ils s'établissent sous des tentes au village de Felletin à 25 km de La Courtine. Le retour immédiat en Russie est à présent réclamé. Les autorités françaises considèrent ces troupes comme « une charge et une menace potentielle » et sont décidées à les rapatrier.[réf. nécessaire]
Le camp de La Courtine devient alors un camp autogéré par les hommes de troupe et des sous-officiers, près de 10 000 soldats qui exigent du gouvernement provisoire de rentrer en Russie. Menés par des sous-officiers, Afanasie Globa et Baltaïs, les soldats prennent le pouvoir et gèrent les affaires du camp. Baltaïs négocie sans résultat avec les émissaires de Kerenski leur retour en Russie. Afanasie Globa, président du Soviet du camp, qui demande de ne pas déposer les armes, est suivi par la majorité.
Plusieurs sommations adressées aux mutins, assorties de menaces du représentant du gouvernement russe, le général Zankevitch, demandant de remettre armes et munitions, restent lettre morte. La dernière, expirant le 3 août, n'a amené qu'environ 1 500 hommes à sortir du camp, par petits paquets et en trompant la surveillance des sentinelles mises en place par le soviet du camp. Le général Zankevitch constatant l'échec de son ultimatum, renvoie les 1 500 hommes transfuges avec quelques officiers au camp de La Courtine, leur donnant l'ordre de revenir le lendemain avec leurs armes. Pendant les négociations, les Russes fraternisent avec la population et participent aux travaux des champs, les hommes français étant au front.[réf. nécessaire]
Effrayé par l'intransigeance des soldats et du risque de contagion sur les soldats français, l’état-major français décide d'acheminer dans la nuit du 3 août au 4 août 9 compagnies d'infanterie, 4 sections de mitrailleuses, 3 d'artillerie de 75 et 3 pelotons de cavalerie pour organiser un blocus du camp de La Courtine. Les consignes sont strictes : utiliser la force pour réduire la rébellion. Une compagnie d'artilleurs russes est également envoyée sur place. Les interventions du commissaire militaire du Gouvernement provisoire soviétique Isidore Rapp demeurent sans effets. Le 5 août, sous le commandement de camarades, les mutins manœuvrent pendant 2 heures. Le 10 août, 15 trains emmènent la 3e brigade au camp du Courneau près de Bordeaux, car il n'est pas question de les ramener au front, pour qu'ils se tiennent tranquilles. À la mi-août, une solution semble se dégager. Une brigade d'artillerie russe, forte d'environ 1 500 hommes destinée à l'armée d'Orient, sous le commandement du général Belaiev, et composée d'éléments fidèles est de passage en France. Ces forces renforcées par 2 000 hommes sélectionnés au sein de la 3e brigade, sont chargées de rétablir l'ordre. Cette force d'intervention se concentre d'abord à Aubusson et à partir du 4 septembre, au Mas-d'Artige.[réf. nécessaire]
De leur côté, les Français, sous le commandement du général Brezet complètent leur dispositif sous l'autorité du général Comby, commandant de la région militaire. Les troupes françaises composées presque exclusivement de soldats de la classe 1918 comprennent des compagnies des 33e, 43e, 50e, 73e, 78e, 84e, 100e, 108e, 110e, 126e, 127e et 165e régiments d'infanterie. Le 12 septembre, la population civile est évacuée de la périphérie du camp et des tranchées, renforcées de barbelés, creusées aux points stratégiques. Au vu de ces préparatifs, les mutins creusent également des emplacements de combat et disposent leur armement, mitrailleuses, canons de 37 et mortiers de tranchées. Le 14 septembre, le général commandant du corps expéditionnaire somme les mutins de soumettre avant le 16. Nouveau refus des rebelles.[réf. nécessaire]
Le 16 septembre, vers 10 h le premier coup de canon retentit. Les mutins, répondent en jouant La Marseillaise et la Marche funèbre de Frédéric Chopin. À 14 h, le premier obus à shrapnels éclate près des musiciens. Stupéfaits, les mutins se protègent dans les casernes. Le canon tonne seulement toutes les heures, pour laisser aux rebelles le temps de relever leurs blessés et de se rendre. Le tir dure jusqu'à 20 h, mais aucune reddition n'intervient, à l'exception de quelques hommes qui s'enfuient sous les tirs de leurs ex-camarades. Le lendemain à 10 h, les coups de canons, plus rapides, reprennent. À 14 h la véritable reddition commence. Jusqu'au soir ce sont plus de 7 500 hommes qui se rendent à l'église de La Courtine, sans armes et en agitant des drapeaux blancs. Les mutins ont jusque-là trois tués et 36 blessés. Il reste toutefois les irréductibles, environ 500 hommes. Le 18 septembre 1917, soutenus par l'artillerie, les troupes russes loyalistes investissent le camp ; mitrailleuses et fusils crépitent. Une dizaine de soldats est tuée et un certain nombre réussit à s'échapper, d'autres continuent à résister. Parmi les derniers résistants, des musiciens jouent La Marseillaise, hymne de la Russie depuis la révolution de Février, et la Marche funèbre de Chopin. Le 19 septembre vers 10 h, les derniers mutins, une cinquantaine dont Afanasie Globa, se rendent.[réf. nécessaire]

## Suites
Le bilan officiel est de 9 morts mais plusieurs recoupements donnent à penser qu'il fut « réellement » de plus d'une centaine de morts, qui est le chiffre retenu par les historiens[Lesquels ?]. Pendant longtemps, les autorités françaises ont tenu secrète cette rébellion. Conscients que cet épisode ne pouvait, par son exemple, que susciter d'autres troubles, le haut commandement militaire décide la dissolution des deux brigades. Les autorités russes vont classer les mutins en 3 catégories selon leur engagement. Ceux qui sont jugés les plus coupables, 81 hommes, dont Globa, Baltaïs, Saraïkine et Kediaïev, sont envoyés en détention au fort Liédot sur l'Île-d'Aix. Trois soldats, morts par noyade au cours d'une tentative d'évasion, sont enterrés dans le petit cimetière de l'île. Les autres ont le choix entre s'engager dans l'armée française, ou comme travailleur militaire. Près de 1 300 refusent ces deux engagements et sont envoyés aux travaux forcés en Algérie ou placés d'office dans des fermes pour remplacer les fellahs combattant en France. Environ 10 000 s'engagent dans des unités de travailleurs. Tous ceux-là sont rapatriés à Odessa en 1919. Un groupe de trois cents mutins est transféré au camp militaire de Bourg-Lastic dans le Puy-de-Dôme. Près de 400 officiers et sous-officiers tsaristes s'engagent dans une légion russe de volontaires, qui combat aux côtés des armées françaises, au sein de la 1re division marocaine, et combattent dans les batailles  de la Somme, de Soissons, du Chemin des Dames. Ce bataillon est cité deux fois à l'ordre de l'armée française et est décoré de la croix de guerre 1914-1918, avec fourragère. Fin 1918 et en 1919, il participe à l'occupation de la Rhénanie à Mannheim. Ce bataillon est appelé Légion d'honneur russe.

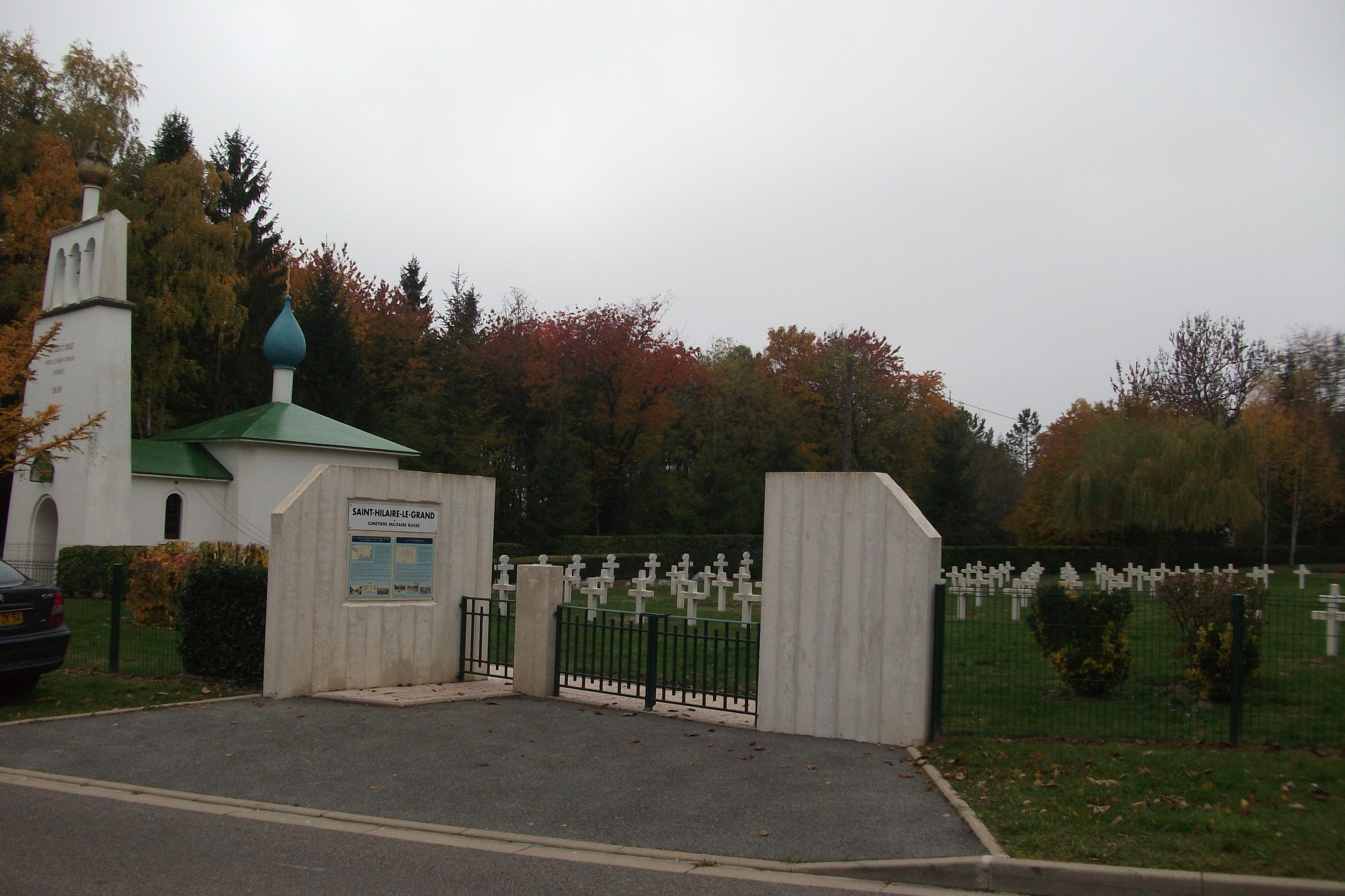
Cimetière russe de Saint-Hilaire-le-Grand.

Les chiffres officiels établis par les autorités françaises et russes en 1917 est de :
- 9 tués (peut-être 10) et 49 blessés chez les mutins pour 800 coups de canons tirés ;
- 1 tué et 3 blessés chez les loyalistes ;
- côté français, 2 vaguemestres du 19e régiment d'infanterie de ligne, s'égarent et tombent sur des mutins cachés dans un bois qui ouvrent le feu. Le sergent Lemeur, blessé au ventre, meurt peu après et son compagnon, le sergent Féger, blessé à la cuisse, est réformé 5 mois plus tard.

Les tirs d'artillerie évitant les bâtiments, aucun n'est endommagé. D'autres bilans recensent 600 hommes qui disparaissent de toutes les listes par la suite.
Le 20 décembre 1917, un premier détachement américain s'installe dans le camp remis en état, mais encore marqué d'impacts de balles et de shrapnells.[réf. nécessaire]
On peut voir des tombes de soldats russes dans les cimetières de Cerny-en-Laonnois et  Pontavert dans l'Aisne, ainsi qu'à Saint-Hilaire-le-Grand dans la Marne.